# Trochosa quinquefasciata
Trochosa quinquefasciata este o specie de păianjeni din genul Trochosa, familia Lycosidae, descrisă de Roewer, 1960.
Este endemică în Tanzania. Conform Catalogue of Life specia Trochosa quinquefasciata nu are subspecii cunoscute.